# Johann Christoph Kellner
Pour les articles homonymes, voir Kellner.
Johann Christoph Kellner, né à Gräfenroda le 15 août 1736 et mort à Cassel en 1803, est un compositeur et organiste allemand.

## Biographie
Fils de Johann Peter Kellner, il étudie la musique avec son père, lui aussi organiste et compositeur. Il est l'élève de Georg Benda à Gotha de 1754 à 1755. Il séjourne à Amsterdam et La Haye en de 1762 à 1763, avant de se fixer à Cassel en 1764 ; en 1772, il y  est nommé organiste de la cour et chef du chœur de l'église luthérienne.
Il rédige un traité de théorie musicale (Grundriss des Generalbasses, Cassel, 1783) qui connut de nombreuses rééditions. La plus grande partie de ses œuvres sont écrites pour le clavier, dans un style galant assez semblable à celui de son père, avec des textures homophoniques et des mélodies chantantes. Ces concertos pour clavecin ou piano préfigurent le concerto classique viennois, et ressemblent par certains de leurs traits à ceux de son contemporain Carl Philipp Emanuel Bach. Son Singspiel Die Schadenfreude (1782) remporta un vif succès à Cassel. Un grand nombre de ses compositions, notamment pour orgue, étaient populaires à l'époque : leur inclusion dans plusieurs recueils de la fin du XVIIIe siècle et la diversité des lieux d'édition (Allemagne, Angleterre, Pays-Bas) en témoignent.

## Œuvre
Concertos pour clavecin ou piano
- op. 4 : 1 concerto
- op. 5 : 3 concertos
- op. 7 : 3 concertos
- op. 11 : 1 concerto

Autres œuvres pour clavier
- 3 Vor- oder vielmehr Nachspiele, 3 Fugen, 3 Choral-Vorspiele, im Trio mit dem Canto-firmo, op. 14 pt. 1, pour orgue (Cassel)
- Orgel-Stücke von verschiedener Art, op. 14 pt. 2, pour orgue (Cassel)
- Mein trautes Röschen, rondo pour piano (Speyer, 1782)
- 31 neue Orgelstücke, op. 17 pt. 1 (Speyer, 1789) : 12 préludes, 14 préludes choraux, fantasia, fugue, quartette pour quatre mains et pédalier, 2 chorals en trio pour deux claviers et pédalier
- Menuett, Fantasie, Fuge, Marche, Quartetto, pour piano (Speyer, 1789)
- Sinfonia pour piano (Speyer, 1789)
- Neue Orgelstücke, op. 17 pt. 2, pour orgue (Darmstadt, 1793)
- 14 Orgelstücke, bestehend in leichten Vor- und Nachspielen, zwischen neuen Choral-Vorspielen, op. 20 pt. 1, pour orgue (Brunswick)
- Six fugues pour les Orgues ou le Clavecin (Amsterdam, 1770)
- Sérénade pour piano, deux violons, flûte, deux cors et contrebasse ; 2 sonates pour piano et violon ; concerto pour piano et deux violons, op. 13 (Cassel)
- Sonate pour piano, violon et viole ad libitum, op. 18 (Offenbach)

Œuvres vocales
- Die Schadenfreude, op. 10, Singspiel, C.F. Weisse (Cassel, 1782)
- Herr Bachus ist ein braver Mann, chanson, G.A. Burger (Berlin, 1914)